# Mpassa

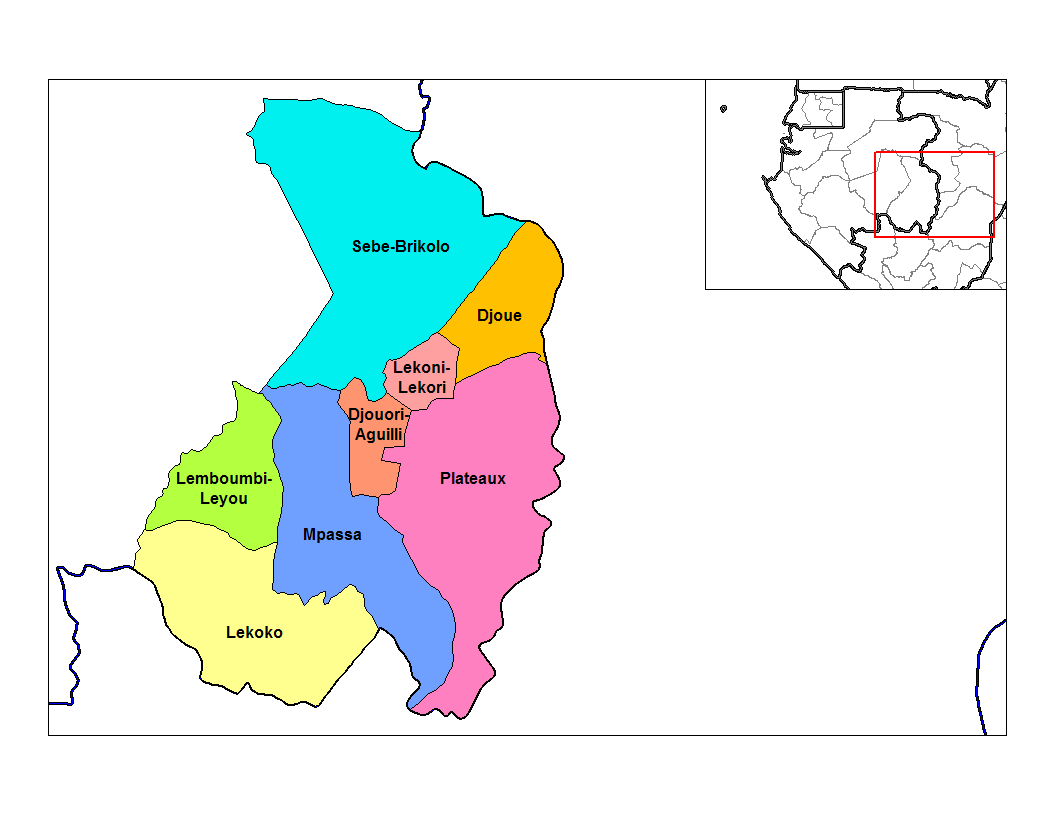

Mpassa é um departamento da província de Haut-Ogooué, no Gabão.